# Auro Enzo Basiliani
 (juillet 2023).
 (14 août 2025).
Le texte peut changer fréquemment, n’est peut-être pas à jour et peut manquer de recul. N’hésitez pas à participer, en veillant à citer vos sources.
Auro Enzo Basiliani, né le 10 septembre 1934 à La Spezia et mort le 14 août 2025, est un footballeur Italien.

## Biographie
Basiliani dispute un total de 146 matchs en Serie B, inscrivant 12 buts, et 34 matchs en Serie A, marquant un but. Il inscrit son unique but en Serie A le 22 décembre 1957, contre le Milan AC, Vérone l'emportant 4-3.

## Palmarès
- Champion d'Italie de Serie B en 1957 avec l'Hellas Vérone